# 中野区の町名
本項中野区の町名（なかのくのちょうめい）では、東京都中野区に存在する、または過去に存在した町名を一覧化するとともに、明治時代初期以来の区内の町名の変遷について説明する。

## 中野区の前史と行政区画の移り変わり
中野区は、昭和7年（1932年）10月1日、従前の豊多摩郡中野町と野方町の区域をもって成立した（当時は東京市の区であった）。以下、明治時代初期から中野区成立までの行政区画の変遷について略述する。
現在の中野区の区域は、かつては武蔵国多摩郡に属し、中野村、本郷村、本郷新田、雑色村、新井村、上沼袋村、下沼袋村、上鷺宮村、下鷺宮村、江古田村、片山村、上高田村の12村があった。このうち、本郷新田は明治時代初期に本郷村に編入され、片山村は明治13年（1880年）、江古田村に編入されている。これらの村は明治2年から4年（1869 - 1871年）までは品川県に属していた。
明治4年7月（1871年8月）、廃藩置県が実施された。同年11月（1872年1月）、従来の東京府、品川県、小菅県が廃止されて、新しい東京府が設置された。この時、多摩郡の大部分は当時の神奈川県に属することとなった。同時に府内は6大区・97小区に分けられた（いわゆる大区小区制）。
明治22年（1889年）の市制・町村制施行までの過渡期には、行政区画の変更がめまぐるしく実施された。中でも多摩郡の区域は複数の府県にまたがって所属し、その変遷は複雑である。多摩郡の区域は、明治4年11月（1872年1月）、いったんは東京府に所属したが、明治5年（1872年）5月には神奈川県所属となった。このうち東部の31村は、同じ年の9月、再び東京府の所属となった。この31村は、現行の中野区及び杉並区の区域に相当する。明治7年（1874年）3月、前述の大区小区の区割りが見直され、あらためて11大区・103小区が設置された。後に中野区となる区域は、このうちの第8大区第6・7小区に属していた。
その後、郡区町村編制法の施行に伴い、大区小区制は廃止され、明治11年（1878年）11月2日、東京府下に15区6郡（荏原、南豊島、北豊島、東多摩、南足立、南葛飾）が置かれた。このうちの東多摩郡が現行の中野区及び杉並区の区域にあたる。同時に成立した北多摩郡・南多摩郡・西多摩郡は、明治26年（1893年）までは神奈川県に属していた。
明治22年（1889年）、市制・町村制が施行され、東京市（15区からなる）が成立、東京府下の6郡は、既存の町村が整理統合されて85町村となった。85町村のうち東多摩郡に属していたのは6村で、このうち現在の中野区の区域に該当するのは中野村と野方村である。中野村は明治22年に（旧）中野村、本郷村、雑色村が合併して成立、明治30年（1897年）に町制施行して中野町となった。野方村は同じ明治22年に新井、上沼袋、下沼袋、上鷺宮、下鷺宮、江古田、上高田の7村が合併して成立、大正13年（1924年）に町制施行して野方町となった。
昭和7年（1932年）10月1日、東京市は周辺の5郡（荏原、北豊島、豊多摩、南足立、南葛飾）に属する82町村を編入し、いわゆる大東京市が成立した。なお、従前の6郡のうち、南豊島郡と東多摩郡が明治29年（1896年）に合併して豊多摩郡となっている。編入された82町村は20区に編成され、東京市は既存の15区と合わせ、35区から構成されることとなった。この時、中野町と野方町の区域をもって中野区が新設された。
昭和18年（1943年）7月1日、東京府と東京市が廃止されて、新たに東京都が設置された。この時、中野区を含む35区は東京都直轄の区となった。昭和22年（1947年）3月15日、35区は22区（同年8月、板橋区から練馬区が分離して23区）に再編されるが、中野区の区域には変更はない。

## 旧町名
以下は、明治22年（1889年）以前の旧村名、同年の市制町村制施行時点の大字名、昭和7年（1932年）の中野区成立時の町名の対照表である。
| 旧町村名（1889年以前） | 大字名（1889年現在） | 中野区の町名（1932年現在）                                                                                     | 備考                               |
| ---------------------- | -------------------- | --- | ---------------------------------- |
| 中野村                 | 中野村中野           | 小滝町など30町名                                                                                               |                                    |
| 本郷村                 | 中野村本郷           | 道玄町、千代田町、本郷通1〜3、本町通1〜6、相生町、東郷町、道玄町、宮里町、西町、本郷通1〜3、向台町、栄町通1〜4 |                                    |
| 雑色村                 | 中野村雑色           | 千代田町、本郷通1〜3、川島町、神明町、富士見町、広町、栄町通1〜4、新山通1〜3、前原町、多田町、八島町、雑色町   |                                    |
| 新井村                 | 野方村新井           | 新井薬師町 | 新井薬師町は1933年新井町に改称     |
| 上沼袋村               | 野方村上沼袋         | 沼袋南1〜3 | 1934年、野方町1・2、大和町に再変更 |
| 下沼袋村               | 野方村下沼袋         | 沼袋北1・2、沼袋南1〜3                                                                                         | 1934年、沼袋町、野方町1に再変更    |
| 上鷺宮村               | 野方村上鷺宮         | 鷺宮1〜6 |                                    |
| 下鷺宮村               | 野方村下鷺宮         | 鷺宮1〜6 |                                    |
| 江古田村               | 野方村江古田         | 江古田1〜4 |                                    |
| 上高田村               | 野方村上高田         | 上高田1・2 |                                    |

中野区では、1963年から順次区内の住居表示が実施され、1967年までに全域の住居表示実施が完了している。以下は、住居表示実施直前の1963年現在の町名と現行町名の対照表である。
- 旧中野町では、中野区成立の前年の昭和6年（1931年）に行政地名の変更を実施しており、この時成立した町名が中野区にも引き継がれているため、町の成立年は1931年とした。
- 旧野方町の区域では、中野区成立直後の昭和8・9年（1933・34年）に以下の町名再変更が行われている。
  - 新井薬師町 1933年、新井町に改称
  - 沼袋北一・二丁目 1934年、沼袋町、野方町一丁目に変更
  - 沼袋南一〜三丁目 1934年、大和町、野方町一・二丁目に変更

| 町名（1963年現在） | 町成立直前の旧地名     | 町の成立年 | 町の廃止年月日 | 現町名                                                                   | 備考                                     |
| ------------------ | ---------------------- | ---------- | -------------- | ------------------------------------------------------------------------ | ---------------------------------------- |
| 小滝町             | 中野町中野             | 1931       | 1966/9/30      | 東中野4・5                                                               |                                          |
| 住吉町             | 中野町中野             | 1931       | 1966/9/30      | 東中野4                                                                  |                                          |
| 昭和通一〜三丁目   | 中野町中野             | 1931       | 備考欄参照     | 上高田1・2、新井1、東中野3、中野5・6                                     | 早稲田通り北側1966/1/31、南側1966/9/30。 |
| 桜山町             | 中野町中野             | 1931       | 1966/9/30      | 東中野3・4                                                               |                                          |
| 文園町             | 中野町中野             | 1931       | 1966/9/30      | 中野6                                                                    |                                          |
| 天神町             | 中野町中野             | 1931       | 1966/9/30      | 中野5                                                                    |                                          |
| 打越町             | 中野町中野             | 1931       | 1966/9/30      | 中野5                                                                    |                                          |
| 囲町               | 中野町中野             | 1931       | 1966/9/30      | 中野4                                                                    |                                          |
| 川添町             | 中野町中野             | 1931       | 1967/5/31      | 中央1、東中野1                                                           |                                          |
| 氷川町             | 中野町中野             | 1931       | 1966/9/30      | 東中野1・2・4                                                            |                                          |
| 上ノ原町           | 中野町中野             | 1931       | 1966/9/30      | 東中野2                                                                  |                                          |
| 高根町             | 中野町中野             | 1931       | 1966/9/30      | 東中野2                                                                  |                                          |
| 城山町             | 中野町中野             | 1931       | 1966/9/30      | 中野1                                                                    |                                          |
| 千光前町           | 中野町中野             | 1931       | 1966/9/30      | 中野2                                                                    |                                          |
| 中野駅前           | 中野町中野             | 1931       | 1966/9/30      | 中野2・3・5                                                              |                                          |
| 桃園町             | 中野町中野             | 1931       | 1966/9/30      | 中野3                                                                    |                                          |
| 宮園通一〜五丁目   | 中野町中野             | 1931       | 1966/9/30      | 東中野1・2、中野1〜3、中央1〜5                                           |                                          |
| 小淀町             | 中野町中野             | 1931       | 1967/5/31      | 中央1                                                                    |                                          |
| 塔ノ山町           | 中野町中野             | 1931       | 1967/5/31      | 中央1・2                                                                 |                                          |
| 宮前町             | 中野町中野             | 1931       | 1967/5/31      | 中央2                                                                    |                                          |
| 仲町               | 中野町中野             | 1931       | 1967/5/31      | 中央3                                                                    |                                          |
| 上町               | 中野町中野             | 1931       | 1967/5/31      | 中央3・4                                                                 |                                          |
| 橋場町             | 中野町中野             | 1931       | 1967/5/31      | 中央4・5                                                                 |                                          |
| 朝日ヶ丘           | 中野町中野             | 1931       | 1967/5/31      | 本町2・3                                                                 |                                          |
| 本町通一〜六丁目   | 中野町中野・本郷       | 1931       | 1967/5/31      | 中央1〜5、本町1〜4・6                                                    |                                          |
| 相生町             | 中野町中野・本郷       | 1931       | 1967/5/31      | 本町1                                                                    |                                          |
| 東郷町             | 中野町本郷             | 1931       | 1967/5/31      | 本町2・3                                                                 |                                          |
| 道玄町             | 中野町中野・本郷・雑色 | 1931       | 1967/5/31      | 本町3・4                                                                 |                                          |
| 宮里町             | 中野町中野・本郷       | 1931       | 1967/5/31      | 本町4・5                                                                 |                                          |
| 西町               | 中野町中野・本郷       | 1931       | 1967/5/31      | 本町4・6                                                                 |                                          |
| 本郷通一〜三丁目   | 中野町本郷・雑色       | 1931       | 1967/5/31      | 弥生町1・2・5                                                            |                                          |
| 向台町             | 中野町本郷             | 1931       | 1967/5/31      | 弥生町1                                                                  |                                          |
| 千代田町           | 中野町中野・雑色       | 1931       | 1967/5/31      | 弥生町5                                                                  |                                          |
| 川島町             | 中野町雑色             | 1931       | 1967/5/31      | 弥生町3                                                                  |                                          |
| 神明町             | 中野町雑色             | 1931       | 1967/5/31      | 弥生町4                                                                  |                                          |
| 富士見町           | 中野町雑色             | 1931       | 1967/5/31      | 弥生町4・5                                                               |                                          |
| 広町               | 中野町雑色             | 1931       | 1967/5/31      | 弥生町6                                                                  |                                          |
| 栄町通一〜四丁目   | 中野町雑色・本郷       | 1931       | 1967/5/31      | 弥生町1・3〜6、南台1〜3・5                                               |                                          |
| 新山通一〜三丁目   | 中野町雑色             | 1931       | 1967/5/31      | 南台1・2・4                                                              |                                          |
| 前原町             | 中野町雑色             | 1931       | 1967/5/31      | 南台2                                                                    |                                          |
| 多田町             | 中野町雑色             | 1931       | 1967/5/31      | 南台2・3                                                                 |                                          |
| 八島町             | 中野町雑色             | 1931       | 1967/5/31      | 南台4・5                                                                 |                                          |
| 雑色町             | 中野町雑色             | 1931       | 1967/5/31      | 南台5                                                                    |                                          |
| 上高田一〜二丁目   | 野方町上高田           | 1932       | 1966/1/31      | 上高田1〜5                                                               |                                          |
| 新井町             | 中野区新井薬師町       | 1933       | 1966/9/30      | 新井1〜5、松が丘1・2、中野4・5                                           |                                          |
| 野方一丁目         | 中野区沼袋北二丁目     | 1934       | 1965/6/30      | 野方3〜6、若宮1                                                          |                                          |
| 野方二丁目         | 中野区沼袋南一丁目     | 1934       | 備考欄参照     | 野方1・2、大和町1・2、中野4、新井2・3                                    | 環7通り西側1965/6/30、東側1966/9/30。    |
| 大和町             | 中野区沼袋南二・三丁目 | 1934       | 1965/6/30      | 野方1・5、大和町1〜4、若宮1・2                                           |                                          |
| 鷺宮一〜六丁目     | 野方町上鷺宮・下鷺宮   | 1932       | 1965/6/30      | 白鷺1〜3、鷺宮1〜6、上鷺宮1〜3・5・6、野方5・6、若宮1〜3、丸山2、大和町4 |                                          |
| 沼袋町             | 中野区沼袋北一丁目     | 1934       | 1964/11/30     | 沼袋1〜4                                                                 |                                          |
| 江古田一〜四丁目   | 野方町江古田           | 1932       | 1964/11/30     | 江古田1〜4、江原町1〜3、沼袋2・4、野方4・6、松が丘1・2、丸山1・2         |                                          |

## 現行行政地名
中野区では全区において住居表示の実施が完了している。以下は住居表示実施後の町名と、当該住居表示実施直前の旧町名の一覧である。旧町名の後に「（全）」と注記したもの以外は当該旧町域の一部である。
| 町名         | 町名読み       | 住居表示実施年月日 | 住居表示実施直前町名                                                                                                  | 備考 |
| ------------ | -------------- | ------------------ | --- | ---- |
| 新井一丁目   | あらい         | 1966年2月1日       | 新井町、昭和通3、野方町2                                                                                              |      |
| 新井二丁目   | あらい         | 1966年2月1日       | 新井町、昭和通3、野方町2                                                                                              |      |
| 新井三丁目   | あらい         | 1966年2月1日       | 新井町、昭和通3、野方町2                                                                                              |      |
| 新井四丁目   | あらい         | 1966年2月1日       | 新井町、昭和通3、野方町2                                                                                              |      |
| 新井五丁目   | あらい         | 1966年2月1日       | 新井町、昭和通3、野方町2                                                                                              |      |
| 江古田一丁目 | えごた         | 1963年10月1日      | 江古田1・3・4 |      |
| 江古田二丁目 | えごた         | 1963年10月1日      | 江古田1・3・4 |      |
| 江古田三丁目 | えごた         | 1963年10月1日      | 江古田1・3・4 |      |
| 江古田四丁目 | えごた         | 1964年12月1日      | 江古田1・3・4 |      |
| 江原町一丁目 | えはらちょう   | 1963年10月1日      | 江古田2（全）、江古田1・3                                                                                             |      |
| 江原町二丁目 | えはらちょう   | 1963年10月1日      | 江古田2（全）、江古田1・3                                                                                             |      |
| 江原町三丁目 | えはらちょう   | 1963年10月1日      | 江古田2（全）、江古田1・3                                                                                             |      |
| 上鷺宮一丁目 | かみさぎのみや | 1965年7月1日       | 鷺宮5・6 |      |
| 上鷺宮二丁目 | かみさぎのみや | 1965年7月1日       | 鷺宮5・6 |      |
| 上鷺宮三丁目 | かみさぎのみや | 1965年7月1日       | 鷺宮5・6 |      |
| 上鷺宮四丁目 | かみさぎのみや | 1965年7月1日       | 鷺宮5・6 |      |
| 上鷺宮五丁目 | かみさぎのみや | 1965年7月1日       | 鷺宮5・6 |      |
| 上高田一丁目 | かみたかだ     | 1966年2月1日       | 上高田1・2（全）、昭和通1〜3                                                                                          |      |
| 上高田二丁目 | かみたかだ     | 1966年2月1日       | 上高田1・2（全）、昭和通1〜3                                                                                          |      |
| 上高田三丁目 | かみたかだ     | 1966年2月1日       | 上高田1・2（全）、昭和通1〜3                                                                                          |      |
| 上高田四丁目 | かみたかだ     | 1966年2月1日       | 上高田1・2（全）、昭和通1〜3                                                                                          |      |
| 上高田五丁目 | かみたかだ     | 1966年2月1日       | 上高田1・2（全）、昭和通1〜3                                                                                          |      |
| 鷺宮一丁目   | さぎのみや     | 1965年7月1日       | 鷺宮1・3〜6 |      |
| 鷺宮二丁目   | さぎのみや     | 1965年7月1日       | 鷺宮1・3〜6 |      |
| 鷺宮三丁目   | さぎのみや     | 1965年7月1日       | 鷺宮1・3〜6 |      |
| 鷺宮四丁目   | さぎのみや     | 1965年7月1日       | 鷺宮1・3〜6 |      |
| 鷺宮五丁目   | さぎのみや     | 1965年7月1日       | 鷺宮1・3〜6 |      |
| 鷺宮六丁目   | さぎのみや     | 1965年7月1日       | 鷺宮1・3〜6 |      |
| 白鷺一丁目   | しらさぎ       | 1965年7月1日       | 鷺宮1〜4・6 |      |
| 白鷺二丁目   | しらさぎ       | 1965年7月1日       | 鷺宮1〜4・6 |      |
| 白鷺三丁目   | しらさぎ       | 1965年7月1日       | 鷺宮1〜4・6 |      |
| 中央一丁目   | ちゅうおう     | 1967年6月1日       | 小淀町、塔ノ山町、宮前町、仲町、上町、橋場町（以上全）、本町通1〜6、宮園通1〜5、川添町                                |      |
| 中央二丁目   | ちゅうおう     | 1967年6月1日       | 小淀町、塔ノ山町、宮前町、仲町、上町、橋場町（以上全）、本町通1〜6、宮園通1〜5、川添町                                |      |
| 中央三丁目   | ちゅうおう     | 1967年6月1日       | 小淀町、塔ノ山町、宮前町、仲町、上町、橋場町（以上全）、本町通1〜6、宮園通1〜5、川添町                                |      |
| 中央四丁目   | ちゅうおう     | 1967年6月1日       | 小淀町、塔ノ山町、宮前町、仲町、上町、橋場町（以上全）、本町通1〜6、宮園通1〜5、川添町                                |      |
| 中央五丁目   | ちゅうおう     | 1967年6月1日       | 小淀町、塔ノ山町、宮前町、仲町、上町、橋場町（以上全）、本町通1〜6、宮園通1〜5、川添町                                |      |
| 中野一丁目   | なかの         | 1966年10月1日      | 城山町、千光前町、中野駅前、桃園町、囲町、打越町、天神町、文園町、（以上全）、宮園通2〜5、野方町2、昭和通2・3、新井町 |      |
| 中野二丁目   | なかの         | 1966年10月1日      | 城山町、千光前町、中野駅前、桃園町、囲町、打越町、天神町、文園町、（以上全）、宮園通2〜5、野方町2、昭和通2・3、新井町 |      |
| 中野三丁目   | なかの         | 1966年10月1日      | 城山町、千光前町、中野駅前、桃園町、囲町、打越町、天神町、文園町、（以上全）、宮園通2〜5、野方町2、昭和通2・3、新井町 |      |
| 中野四丁目   | なかの         | 1966年10月1日      | 城山町、千光前町、中野駅前、桃園町、囲町、打越町、天神町、文園町、（以上全）、宮園通2〜5、野方町2、昭和通2・3、新井町 |      |
| 中野五丁目   | なかの         | 1966年10月1日      | 城山町、千光前町、中野駅前、桃園町、囲町、打越町、天神町、文園町、（以上全）、宮園通2〜5、野方町2、昭和通2・3、新井町 |      |
| 中野六丁目   | なかの         | 1966年10月1日      | 城山町、千光前町、中野駅前、桃園町、囲町、打越町、天神町、文園町、（以上全）、宮園通2〜5、野方町2、昭和通2・3、新井町 |      |
| 沼袋一丁目   | ぬまぶくろ     | 1964年12月1日      | 沼袋町、江古田4 |      |
| 沼袋二丁目   | ぬまぶくろ     | 1964年12月1日      | 沼袋町、江古田4 |      |
| 沼袋三丁目   | ぬまぶくろ     | 1964年12月1日      | 沼袋町、江古田4 |      |
| 沼袋四丁目   | ぬまぶくろ     | 1964年12月1日      | 沼袋町、江古田4 |      |
| 野方一丁目   | のがた         | 1964年12月1日      | 野方町1・2、大和町、江古田4、鷺宮3                                                                                    |      |
| 野方二丁目   | のがた         | 1964年12月1日      | 野方町1・2、大和町、江古田4、鷺宮3                                                                                    |      |
| 野方三丁目   | のがた         | 1964年12月1日      | 野方町1・2、大和町、江古田4、鷺宮3                                                                                    |      |
| 野方四丁目   | のがた         | 1964年12月1日      | 野方町1・2、大和町、江古田4、鷺宮3                                                                                    |      |
| 野方五丁目   | のがた         | 1964年12月1日      | 野方町1・2、大和町、江古田4、鷺宮3                                                                                    |      |
| 野方六丁目   | のがた         | 1964年12月1日      | 野方町1・2、大和町、江古田4、鷺宮3                                                                                    |      |
| 東中野一丁目 | ひがしなかの   | 1966年10月1日      | 氷川町、上ノ原町、高根町、住吉町、桜山町、小滝町（以上全）、川添町、宮園通1、昭和通1                                  |      |
| 東中野二丁目 | ひがしなかの   | 1966年10月1日      | 氷川町、上ノ原町、高根町、住吉町、桜山町、小滝町（以上全）、川添町、宮園通1、昭和通1                                  |      |
| 東中野三丁目 | ひがしなかの   | 1966年10月1日      | 氷川町、上ノ原町、高根町、住吉町、桜山町、小滝町（以上全）、川添町、宮園通1、昭和通1                                  |      |
| 東中野四丁目 | ひがしなかの   | 1966年10月1日      | 氷川町、上ノ原町、高根町、住吉町、桜山町、小滝町（以上全）、川添町、宮園通1、昭和通1                                  |      |
| 東中野五丁目 | ひがしなかの   | 1966年10月1日      | 氷川町、上ノ原町、高根町、住吉町、桜山町、小滝町（以上全）、川添町、宮園通1、昭和通1                                  |      |
| 本町一丁目   | ほんちょう     | 1967年6月1日       | 相生町、朝日ケ丘、東郷町、道玄町、宮里町、西町、千代田町（以上全）、本町通1〜6                                        |      |
| 本町二丁目   | ほんちょう     | 1967年6月1日       | 相生町、朝日ケ丘、東郷町、道玄町、宮里町、西町、千代田町（以上全）、本町通1〜6                                        |      |
| 本町三丁目   | ほんちょう     | 1967年6月1日       | 相生町、朝日ケ丘、東郷町、道玄町、宮里町、西町、千代田町（以上全）、本町通1〜6                                        |      |
| 本町四丁目   | ほんちょう     | 1967年6月1日       | 相生町、朝日ケ丘、東郷町、道玄町、宮里町、西町、千代田町（以上全）、本町通1〜6                                        |      |
| 本町五丁目   | ほんちょう     | 1967年6月1日       | 相生町、朝日ケ丘、東郷町、道玄町、宮里町、西町、千代田町（以上全）、本町通1〜6                                        |      |
| 本町六丁目   | ほんちょう     | 1967年6月1日       | 相生町、朝日ケ丘、東郷町、道玄町、宮里町、西町、千代田町（以上全）、本町通1〜6                                        |      |
| 松が丘一丁目 | まつがおか     | 1963年10月1日      | 江古田1・3、新井町 |      |
| 松が丘二丁目 | まつがおか     | 1963年10月1日      | 江古田1・3、新井町 |      |
| 丸山一丁目   | まるやま       | 1964年12月1日      | 江古田4、鷺宮3 |      |
| 丸山二丁目   | まるやま       | 1964年12月1日      | 江古田4、鷺宮3 |      |
| 南台一丁目   | みなみだい     | 1967年6月1日       | 前原町、雑色町、新山通1〜3、多田町、八島町（以上全）、栄町通1〜3                                                      |      |
| 南台二丁目   | みなみだい     | 1967年6月1日       | 前原町、雑色町、新山通1〜3、多田町、八島町（以上全）、栄町通1〜3                                                      |      |
| 南台三丁目   | みなみだい     | 1967年6月1日       | 前原町、雑色町、新山通1〜3、多田町、八島町（以上全）、栄町通1〜3                                                      |      |
| 南台四丁目   | みなみだい     | 1967年6月1日       | 前原町、雑色町、新山通1〜3、多田町、八島町（以上全）、栄町通1〜3                                                      |      |
| 南台五丁目   | みなみだい     | 1967年6月1日       | 前原町、雑色町、新山通1〜3、多田町、八島町（以上全）、栄町通1〜3                                                      |      |
| 大和町一丁目 | やまとちょう   | 1965年7月1日       | 大和町、野方町2、鷺宮1                                                                                                |      |
| 大和町二丁目 | やまとちょう   | 1965年7月1日       | 大和町、野方町2、鷺宮1                                                                                                |      |
| 大和町三丁目 | やまとちょう   | 1965年7月1日       | 大和町、野方町2、鷺宮1                                                                                                |      |
| 大和町四丁目 | やまとちょう   | 1965年7月1日       | 大和町、野方町2、鷺宮1                                                                                                |      |
| 弥生町一丁目 | やよいちょう   | 1967年6月1日       | 本郷通1〜3、向台町、川島町、新明町、富士見町、広町（以上全）、栄町通1〜3                                              |      |
| 弥生町二丁目 | やよいちょう   | 1967年6月1日       | 本郷通1〜3、向台町、川島町、新明町、富士見町、広町（以上全）、栄町通1〜3                                              |      |
| 弥生町三丁目 | やよいちょう   | 1967年6月1日       | 本郷通1〜3、向台町、川島町、新明町、富士見町、広町（以上全）、栄町通1〜3                                              |      |
| 弥生町四丁目 | やよいちょう   | 1967年6月1日       | 本郷通1〜3、向台町、川島町、新明町、富士見町、広町（以上全）、栄町通1〜3                                              |      |
| 弥生町五丁目 | やよいちょう   | 1967年6月1日       | 本郷通1〜3、向台町、川島町、新明町、富士見町、広町（以上全）、栄町通1〜3                                              |      |
| 弥生町六丁目 | やよいちょう   | 1967年6月1日       | 本郷通1〜3、向台町、川島町、新明町、富士見町、広町（以上全）、栄町通1〜3                                              |      |
| 若宮一丁目   | わかみや       | 1965年7月1日       | 野方町1、大和町、鷺宮1・3                                                                                             |      |
| 若宮二丁目   | わかみや       | 1965年7月1日       | 野方町1、大和町、鷺宮1・3                                                                                             |      |
| 若宮三丁目   | わかみや       | 1965年7月1日       | 野方町1、大和町、鷺宮1・3                                                                                             |      |